# Palazzo Biandrate Aldobrandino di San Giorgio
Il Palazzo Biandrate Aldobrandino di San Giorgio è un palazzo storico di Torino costruito nel Basso Medioevo in via Garibaldi 22 e ristrutturato nel XVIII secolo su progetto dell'architetto Amedeo di Castellamonte.
Tra i nobili, i politici e i letterati che vissero nel palazzo si annovera Niccolò Tommaseo, al quale è dedicata una lapide sulla facciata di Via Garibaldi.
Dal 2007 il palazzo ospita la sede del museo storico della Reale Mutua Assicurazioni.

## Storia
Edificio cardine dell’isolato di Santa Genoveffa sin dall’epoca medioevale, Il cinquecentesco Palazzo Biandrate Aldobrandino di San Giorgio fu edificato dalla famiglia Aiazza, originaria di Vercelli; questi lo vendettero agli inizi del Seicento ai Savoia, che lo destinarono ad accogliere ospiti di alto livello. Fu anche sede dell'ambasciata della Repubblica di Venezia.
Sempre nel Seicento Carlo Emanuele I lo donò a Guido Francesco Biandrate Aldobrandino di San Giorgio, generale della cavalleria del ducato di Monferrato, come ricompensa per la confisca dei propri beni durante la prima guerra del Monferrato da parte dei Gonzaga (che all'epoca controllavano il feudo monferrino), il quale alla fine del secolo affido a Sebastiano Taricco la decorazione delle sale del piano nobile con un ciclo di affreschi celebrativi dell’antico casato.
Il palazzo fu poi al centro di un continuo trasferimento di proprietà: uno dei successivi proprietari fu il Marchese Carlo di Carpeneto San Giorgio Del Carretto che lo rivendette nell’anno 1796 a Carlo Emanuele che lo restituì, per il mancato pagamento dell'acquisto da parte dei Savoia, ai Biandrate.
Nel ‘700, il pianterreno del palazzo ospitava il Caffè Forneris, davanti alla Chiesa di San Dalmazzo, primo esempio della stagione dei caffè torinesi.
Dal 1854 al 1859 vi abitò Niccolò Tommaseo, linguista, scrittore e patriota, che ivi scrisse il primo Dizionario della lingua italiana.
Frazionato successivamente in vari alloggi, l’edificio appartenne alla famiglia Bertalazzone sino all’acquisto, nel 1887, da parte della società Reale Mutua Assicurazioni, che lo adibì a sua sede principale fino al 1933, quando con la costruzione della nuova sede l'edificio diventa spazio di rappresentanza.
Il palazzo fu bombardato nella notte tra il 13 e il 14 luglio del 1943: si verificarono incendi e danni prodotti da bomba incendiaria. Il civico 2 di via delle Orfane fu colpito e riportò la distruzione parziale del tetto con crollo di pareti, delle soffitte e degli alloggi sottostanti.
Diventa poi sede del museo della compagnia, inaugurato nel 2007 nella cosiddetta “Sala delle Colonne”. Tra il 2010 e il 2012 conosce una grande opera di restauro e di rinnovo dell’allestimento e degli spazi espositivi. Il nuovo percorso museale, aperto al pubblico l'8 marzo 2014, è frutto di una selezione del materiale documentale più rappresentativo custodito nell’archivio della Compagnia torinese, è di circa 400 mq ed è articolato in 8 sale.

## Descrizione
La prima importante ristrutturazione è attribuita nel Seicento ad Amedeo di Castellamonte; il palazzo è stato poi rimaneggiato dall'architetto Pietro Bonvicini nel corso delle ristrutturazioni settecentesche della via Dora Grossa. L'edificio, con imponente facciata barocca, è caratterizzato da un doppio cortile, il primo dei quali d'onore, separati da un porticato con colonne e capitelli decorati.
L'edificio è coerente con palazzo Carpenetto di San Giorgio in Via delle Orfane 6, dal nome della famiglia che dai Biandrate lo ebbe in eredità.